# Aperileptus obscurus
Aperileptus obscurus är en stekelart som beskrevs av Humala 2007. Aperileptus obscurus ingår i släktet Aperileptus och familjen brokparasitsteklar. Inga underarter finns listade i Catalogue of Life.